# Koukjärvi
Koukjärvi är en sjö i kommunen Askola i landskapet Nyland i Finland. Sjön ligger 28,5 meter över havet. Arean är 62 hektar och strandlinjen är 4,91 kilometer lång. Sjön  ingår i Illbyåns huvudavrinningsområde.   Den ligger omkring 60 km nordöst om Helsingfors. 